# Вірусне навантаження
Вірусне навантаження (англ. viral load) — числове вираження кількості вірусу в заданому обсязі рідини, включаючи біологічні зразки та зразки довкілля. Воно певною мірою свідчить про тяжкість вірусної інфекції. Може бути обчислена за допомогою оцінювання кількості вірусу в рідині організму, що аналізується. Наприклад може вимірюватись у кількості копій РНК на мілілітр плазми крові. Спостереження за вірусним навантаженням використовується при моніторингу терапії хронічних вірусних інфекцій, та для пацієнтів з ослабленим імунітетом. На даний час існує стандартна процедура для тестування ВІЛ-1, цитомегаловірусів, вірусів гепатиту B і гепатиту C.